# Рюдзодзи Танэмицу
Рюдзодзи Танэмицу (яп. 龍造寺 胤栄, 1524 — 30 апреля 1548) — японский военачальник периода Сэнгоку, 18-й глава рода Рюдзодзи.

## Биография
Старший сын Рюдзодзи Танэхисы, 17-го главы рода Рюдзодзи и кокудзина (землевладельца) провинции Хидзэн. Как и его отца, его поддерживал Рюдзодзи Иэканэ, но из-за марионеточного положения вступил в конфликт с Иэканэ и временно скрывался у рода Оути. В 1545 году многие члены семьи Рюдзодзи были убиты в результате заговора Бабы Ёритики, а в 1546 году Танэмицу сотрудничал с Иэканэ, чтобы отомстить и убить Ёритику.
В 1547 году Оути Ёситака назначил его дайканом (наместником) провинции Хидзэн, но в 1548 году Танэмицу умер от болезни. Поскольку у него не было наследника, в результате семейных обсуждений правнук Иэканэ, Рюдзодзи Таканобу, стал следующим главой рода Рюдзодзи. Однако нашлось немало вассалов, недовольных преемственностью семейного главенства, и в 1551 году развязался внутренний конфликт, когда бывшие вассалы, в том числе Цутибаси Хидэмасу, поддержали Рюдзодзи Акиканэ в качестве преемника.
Вдова Танэмицу, дочь Рюдзодзи Иэкадо, повторно вышла замуж за Рюдзодзи Таканобу. Его дочь Ясуко вышла замуж за Оду Сигэмицу, наследника Оды Масамицу, и когда Сигэмицу был убит из-за предательства Таканобу, она снова вышла замуж за Хату Тикаси.